# Callopistria orses
Callopistria orses là một loài bướm đêm trong họ Noctuidae.